# James Hart Wyld
James Hart Wyld (10 de septiembre de 1912 - 3 de diciembre de 1954) fue un científico e ingeniero estadounidense, especializado en el desarrollo de motores cohete.

## Semblanza
Wild nació en la ciudad de Nueva York. Reconociéndolo como un niño prodigio, sus padres contrataron a tutores privados y lo enviaron a la escuela preparatoria Harvey en Hawthorne, Nueva York, el internado de Salisbury en Connecticut y la Universidad de Princeton, donde completó su graduación en ingeniería mecánica en 1935.
Su interés por los cohetes comenzó en 1934, con la lectura del libro de David Lasser, "Conquest of Space" y de los informes de la Cleveland Rocket Society sobre los primeros experimentos con motores cohete. Supo de la Sociedad Interplanetaria Americana (más tarde renombrada como la American Rocket Society) y solicitó su ingreso en marzo de 1935. Los motores de esta sociedad se basaron en los primeros diseños de la sociedad de cohetes alemana Verein für Raumschiffahrt, pero Wyld no estaba contento con el esquema alemán de enfriamiento por agua. Estaba más impresionado con un motor regenerado de 1933, desarrollado por Harry Bull, de Syracuse, Nueva York, y por el trabajo de Eugen Sänger en Austria. Con la ayuda de un par de profesores, comenzó sus propios diseños, cálculos y experimentos en Princeton.
En 1936 desarrolló el concepto de un motor cohete de combustible líquido refrigerado de forma regenerativa, al que llamó M-15. Este motor utilizaba una tobera de doble casco que permitía que el combustible del cohete circulase como refrigerante. Una versión de este motor cohete fue probada por la American Rocket Society el 10 de diciembre de 1938 en New Rochelle, Nueva York. El diseño produjo un empuje de 90 libras de empuje (400 N) durante 13 segundos, y la cámara de acero y la boquilla quedaron protegidas con éxito. Este diseño de refrigeración se convirtió en la base de todos los modernos motores cohete de propelente líquido.
En 1941 ayudó a fundar la empresa Reaction Motors, Inc., sirviendo como secretario y director de investigación. Esta fue la primera compañía de cohetes comerciales en los Estados Unidos, siendo patrocinada por la Marina. El primer contrato de la Marina con RMI produjo un motor capaz de producir 1000 libras de empuje (4000 N) en 1942, y fue empleado para JATO/RATO. Hoy este motor está en exhibición en el Museo Nacional del Aire y el Espacio de Estados Unidos. En 1943, sus motores habían alcanzado un empuje de 3400 libras. Su motor 6000C-4, que producía 6000 libras de empuje, formaba parte del avión cohete Bell X-1, que fue el primer vehículo tripulado que rompió la barrera del sonido. El motor 8000C mejorado impulsó el cohete MX-774, construido por Karel Bossart.
Después de 1947, trabajó en conceptos de propulsión de cohetes atómicos. En 1950 sirvió en la Comisión de Energía Atómica.
Wyld murió en Pompton Lakes, víctima de una enfermedad cardíaca en 1954.

## Premios y distinciones
- Ingresó en el Salón de la Fama Internacional del Espacio en el Museo de Historia Espacial de Nuevo México, Alamogordo, Nuevo México.
- El premio James H. Wyld Memorial del American Institute of Aeronautics and Astronautics fue instituido en su memoria.

## Eponimia
- El cráter lunar Wyld lleva este nombre en su memoria.[5]